# Стробери (Арканзас)
Стробери (енгл. Strawberry) град је у америчкој савезној држави Арканзас.

## Демографија
По попису из 2010. године број становника је 302, што је 19 (6,7%) становника више него 2000. године.
| Група             | 2000.       | 2010.       |
| Белци             | 281 (99,3%) | 291 (96,4%) |
| Афроамериканци    | 0 (0,0%)    | 0 (0,0%)    |
| Азијати           | 0 (0,0%)    | 2 (0,7%)    |
| Хиспаноамериканци | 2 (0,7%)    | 2 (0,7%)    |
| Укупно            | 283         | 302         |